# Дефицит микросхем (2020—2022)
Глобальная нехватка микросхем в 2020—2022 годах (также — дефицит / кризис полупроводников) — кризис, в котором спрос на интегральные схемы превышает предложение на 10—30 %.
Кризис затронул более 169 отраслей, для которых требуются полупроводники, включая производство видеокарт, смартфонов, игровых приставок; автопромышленность.

## Влияние
Нехватка полупроводников затрагивает многочисленные отрасли экономики — от автомобильной промышленности до видеоигр, бытовой электроники и электрических устройств в целом, а также оказывает заметное влияние на телекоммуникационную отрасль и медицину, так как многие приборы и оборудование основаны на современных цифровых технологиях. Помимо использования в мобильных телефонах и портативных устройствах, полупроводниковые чипы необходимы для сети интернета, в пассивной инфраструктуре, датчиках интернета вещей, маршрутизаторах, беспроводной связи и всем остальным отраслям, которые находятся между ними.

## Причины
Среди причин кризиса — пандемия COVID-19, которая привела к увеличению спроса на вычислительную технику, бытовую электронику и медицинское оборудование.
Кроме того, пожары в конце октября 2020 года на фабрике аудиочипов Asahi Kasei Microsystems (AKM) и 19 марта 2021 года на заводе компании Renesas Electronics затронули производство микросхем для автопромышленности.
На объёмы производства влияет и климат. В мае 2021 года появились опасения, что ситуацию с производством чипов усугубит экологический кризис на Тайване, где фабрики могли остаться без воды. Остров страдал от самой сильной засухи за 56 лет из-за того, что количество осадков в апреле-мае 2021 года было рекордно низким. В итоге в мае резервуары воды фабрик TSMC оказались заполнены всего на 11-23 %. Весь июнь 2021 года на Тайване шли обильные дожди, что угрожало наводнением. А в Техасе в феврале 2021 года прошли сильные снегопады, что привело к веерным отключениям электричества, в том числе и на заводах Samsung в Остине и на двух фабриках нидерландской NXP.
В Азиатско-Тихоокеанском регионе из шести ведущих мест по совокупным доходам от поставок полупроводников четыре занимает «большая четвёрка» — Китай, Япония, Южная Корея и Тайвань. Этот же регион — крупнейший в мире рынок: на него приходится 60 % мировых продаж полупроводников, из них на Китай — более 30 %. Компания Huawei, поставлявшая чипы американским производителям микросхем, была внесена в чёрный список правительством США. По данным аналитической консалтинговой компании GlobalData, США производит только около 10 % используемых чипов.
Одним из серьёзных и постоянно усиливающихся факторов является рост сектора майнинга криптовалют, потребляющий значительное количество высокопроизводительных процессоров и видеокарт. С другой стороны, нехватка чипов замедляет рост мощностей майнинга, потребляющих на 2021 год уже более 121 ТВт*час в год производимой в мире электроэнергии, что превышает потребление электроэнергии такими странами, как Саудовская Аравия или Норвегия. Потребление майнерами ресурсов уже привлекает внимание правительства Китая, в котором расположены 2/3 мощностей майнинга, расходующих дешёвое электричество, получаемое на китайских угольных ТЭС.

## Последствия
В сентябре 2021 года Reliance Industries через дочернюю компанию Jio Platforms отложила запуск смартфона JioPhone Next — проекта, разработанного в партнёрстве с Google, сославшись на нехватку полупроводников в качестве причины. В мае генеральный директор итальянской компании Telecom Italia (TIM) Луиджи Губитози комментировал проблему дефицита полупроводниковых микросхем, чему способствует накопление электронных товаров такими крупнейшими компаниями, как Apple и Samsung, делающих предварительные заказы поставщикам.
Дефицит чипов обрушил продажи автомобилей в августе в России на 17 % и привёл к значительному повышению цен.
Нехватка чипов побудила автопроизводителей по всему миру сократить производство автомобилей, но также увеличила прибыль, поскольку цены на автомобили выросли.
General Motors сообщила, что продажи автомобилей в США в третьем квартале упали более чем на 30 % по сравнению с аналогичным периодом прошлого года, поскольку нехватка чипов привела к прерыванию производства и уменьшению имеющихся запасов в дилерских центрах. Ожидается, что продажи автомобилей в США упадут как минимум на 13 % в третьем квартале 2021 года из-за перебоев в производстве, связанных с нехваткой микросхем.
Крупные компании в отрасли, такие как Ford, Volkswagen и Daimler, были вынуждены приостановить производство в различных точках и сократить свои производственные цели из-за нехватки чипов.
Maruti Suzuki, крупнейший производитель автомобилей в Индии, в сентябре 2021 года сократил производство на 60 % из-за нехватки полупроводников.
Также из-за дефицита чипов и повышения спроса оборудования для майнинга сильно подорожали видеокарты; многие модели выросли в цене в 2-2,5 раза по сравнению с 2020 годом.
Ожидается, что дефицит игровых консолей Sony PlayStation 5 и Xbox Series X/S продержится как минимум до конца 2021 года, так как некоторые эксперты прогнозируют восстановление баланса спроса и предложения не ранее, чем через два года, другие предполагают, что рынок сможет восстановиться только через четыре-пять лет.